# Palmiro Togliatti
Palmiro Togliatti (Gènova, Ligúria 1893 - Ialta, Crimea, 1964) fou un polític comunista italià. Es llicencià en dret i milità en el Partit Socialista Italià. Col·laborà en l'òrgan del partit Avanti!, conegué Antonio Gramsci i participà en la creació a Torí del setmanari Ordine Nuovo, del qual en serà redactor en cap des del 1919.
Fou un dels fundadors del Partit Comunista Italià al congrés de Liorna de 1921, amb Antonio Gramsci i Amadeo Bordiga, i formà part del seu comitè central des del 1922. Quan Benito Mussolini va prendre el poder i instaurà el feixisme a Itàlia, va prohibir el Partit Comunista i el 1926 va detenir Antonio Gramsci, Terracini, i altres dirigents. Togliatti s'exilià a França, i va aconseguir la direcció del partit sent nomenat secretari general el 1927. Va estimular l'activitat resistent a l'interior d'Itàlia alhora que assolia un paper important dins del moviment comunista mundial, sobretot quan, al 7è Congrés de la Tercera Internacional de 1935, amb Gueorgui Dimitrov, fou un dels ideòlegs de la política d'unitat antifeixista que havia de concretar-se en els fronts populars. Del 1937 al 1939 fou Secretari del Komintern, i durant la guerra civil espanyola actuà com a assessor polític del PCE, amb els pseudònims d'Alfredo i Ercole Ercoli, i participà en la repressió dels comunistes dissidents, com els militants del Partit Obrer d'Unificació Marxista (POUM) i potser en l'assassinat d'Andreu Nin.
Durant la Segona Guerra Mundial el 1940 marxà a l'URSS, allí feu una crida a organitzar la resistència antifeixista. El PCI lideraria el moviment de resistència i al voltant dels Comitès d'Alliberament Nacional, el PCI experimentaria una gran creixement, passant de 6.000 membres el 1943, a més de 500.000 el 1944. L'abril del 1944, un cop Benito Mussolini havia estat derrocat, Togliatti tornà a Itàlia, on es declarà partidari de la col·laboració entre els partits antifeixistes i els monàrquics, en el que fou anomenat Gir de Salerno, posposant el debat entre monarquia i república, i coincidint amb la línia dictada pel govern Soviètic després de la Conferència de Ialta, que assignava Itàlia al bloc occidental capitalista. Togliatti defensà l'acostament del PCI als socialistes i a les masses camperoles catòliques. El PCI acceptava el capitalisme i la democràcia parlamentària, i Togliatti desmobilitzà els partisans que havien executat Mussolini i vençut el feixisme i esperaven una revolució a Itàlia. El PCI seguí augmentant el seu creixement, arribant a 1,7 milions de membres el 1945 i 2,2 milions de militants el 1947. La posició del PCI possibilità la formació del primer govern italià de la postguerra, presidit per general Pietro Badoglio, en el qual fou ministre sense cartera, i més tard vice-primer ministre del govern de democristià Alcide De Gasperi. El 1946 es votà en referèndum la República, i s'elegí l'Assemblea Constituent que redactaria la Constitució aprovada a finals el 1947, amb destacada participació comunista (el PCI, junt al PSI, havia obtingut el 39,7% dels vots, superant la Democràcia Cristiana). Després participà en els successius governs provisionals, en el que es coneixeria com a primer Compromís Històric, fins que el Partit Comunista fou bandejat del poder per pressions dels EUA el maig del 1947. El juliol del 1948 fou víctima d'un atemptat terrorista que provocà una vaga general i va estar a punt d'encendre una guerra civil.
El PCI de Togliatti quedà exclòs del poder, exercit des d'aleshores pel partit de la democràcia cristiana, que viraria més a la dreta i cap a posicions pro-nord-americanes i més anticomunistes, amb el desenvolupament de la guerra freda, amb el suport de republicans, liberals i escindits del PSI. Togliatti fou secretari General del PCI fins a la seva mort, el 1964. Al llarg dels anys 50 i 60 el Partit Comunista d'Itàlia esdevingué el segon partit del país i el major partit comunista de tota l'Europa occidental, sempre a l'oposició a nivell nacional però governant a moltes ciutats en regions com l'Emília-Romanya, la Toscana o Úmbria.
A la mort de Stalin es mostrà partidari de la desestalinització del partit, des del 1956 defensà dret dels partits comunistes nacionals a escollir la pròpia línia, fora de l'obediència incondicional a Moscou (policentrisme), i així potencià l'acostament del PCI al PSI i a la DCI. Conservà la direcció del partit quan es va produir la Revolució Hongaresa de 1956.
En els anys 60, Togliatti argumentà la Via Italiana al socialisme a través de progressives reformes dins de la constitució republicana. L'agost de 1964, en un dels seus darrers textos, el Memoràndum de Ialta, considerat el seu testament polític, feu una crítica de l'URSS durant el període de Stalin, i reclamà obrir el partit i un esforç per acostar-se a les masses catòliques, especialment després del Concili Vaticà II amb el Papa Joan XXIII.
Morí quan es trobava de vacances a l'URSS i el succeí com a secretari general Luigi Longo.